# Крістіан Зервос

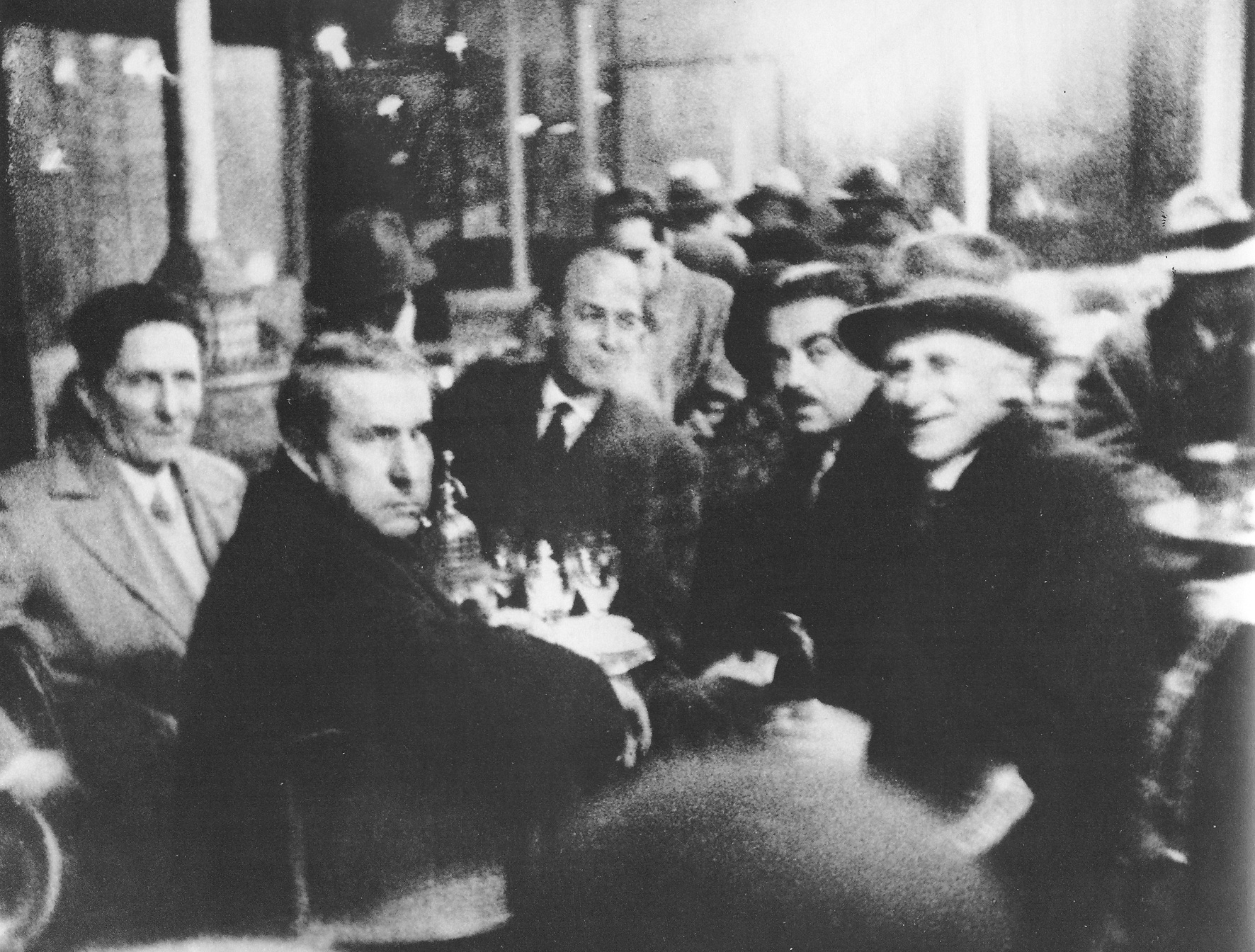
Тер'яд, Пабло Манес, Пабло Гаргалло, Крістіан Зервос, Café du Dôme, Париж, c.1930

Христос Зервос (грец. Χρίστος Ζερβός; Аргостоліон або Александрія, 1889 або 1891 — 12 вересня 1970 Париж), відомий у Франції та у світі як Крістіан Зервос фр. Christian Zervos) — французько-грецький художній критик, історик мистецтва, видавець художніх журналів і колекціонер творів мистецтв. Засновник і видавець мистецького та літературного журналу Cahiers d'Art. Він був одним із перших мистецтвознавців, хто писав про Пабло Пікассо, а згодом став його видавцем. Зервос створив каталог творів Пікассо, який зараз вважається найбільш фундаментальним; каталог публікувався в Éditions Cahiers d'Art з 1932 року.

## Біографія
Христос Зервос народився у місті Аргостоліон на грецькому острові Кефалінія. Однак дослідниця Марія Рота не виключає, що насправді він народився в Олександрії, Єгипет, куди емігрували його батьки. ПІсля Александрії батьки переїхали до Марселя.
Він вивчав філософію в Сорбонні та почав дописувати для мистецького журналу L'Art d'aujourd 'hui. У 1919 році отримав докторський ступінь у Сорбонні. Свою видавничу діяльність розпочав у молодому віці, взявши участь у створенні александрійських журналів «Серапіон» (Σεράπιον, від елліністичного бога Серапіса) та Грамата (Γράμματα).
У 1926 році разом з Тер'ядом заснував мистецький і літературний журнал Cahiers d'Art (1926—1960), для якого зміг зокрема залучити архітектора Жана Бадовічі та його друга Вілла Громана (як кореспондента в Німеччині). Журнал «Зошити з мистецтва» (Cahiers d'art, 1926—1960) відіграв вирішальну роль у створенні культурної атмосфери Парижа в міжвоєнний період і став одним із довгожителів серед модерністських журналів: видавався до 1960 року. Загалом вийшли 97 чисел журналу. Уже з першого номера журналу Зервос зосередився на просуванні модерністського мистецтва та діалозі між творами різного походження та різних історичних епох. У перші десять років існування журналу (1926—1937) його діяльність перебуває в авангарді художнього життя Парижа.
Разом зі своєю дружиною Івон Маріон Зервос відкрив галерею, пізніше названу Травневою галереєю, яка була важливою установою французького мистецтва міжвоєнного періоду. Це була лише одна з двох галерей у Франції, де зберігалися роботи Василя Кандінського.
Зервос завів знайомства з людьми, які перебували на першій лінії інтелектуального авангарду, такими як Ле Корбюзьє, Фернан Леже, Поль Елюар, Василь Кандинський, Пауль Клее та ін. Водночас Зервос зацікавився археологіїєю та антропологією, а також здійснив свою довгоочікувану подорож-«повернення» до Греції, після якої видав книгу «Мистецтво в Греції» («L'art en Grèce» (1934), яка стала своєрідним маніфестом, що закликає сучасне мистецтво до повороту в архаїчне мистецтво.

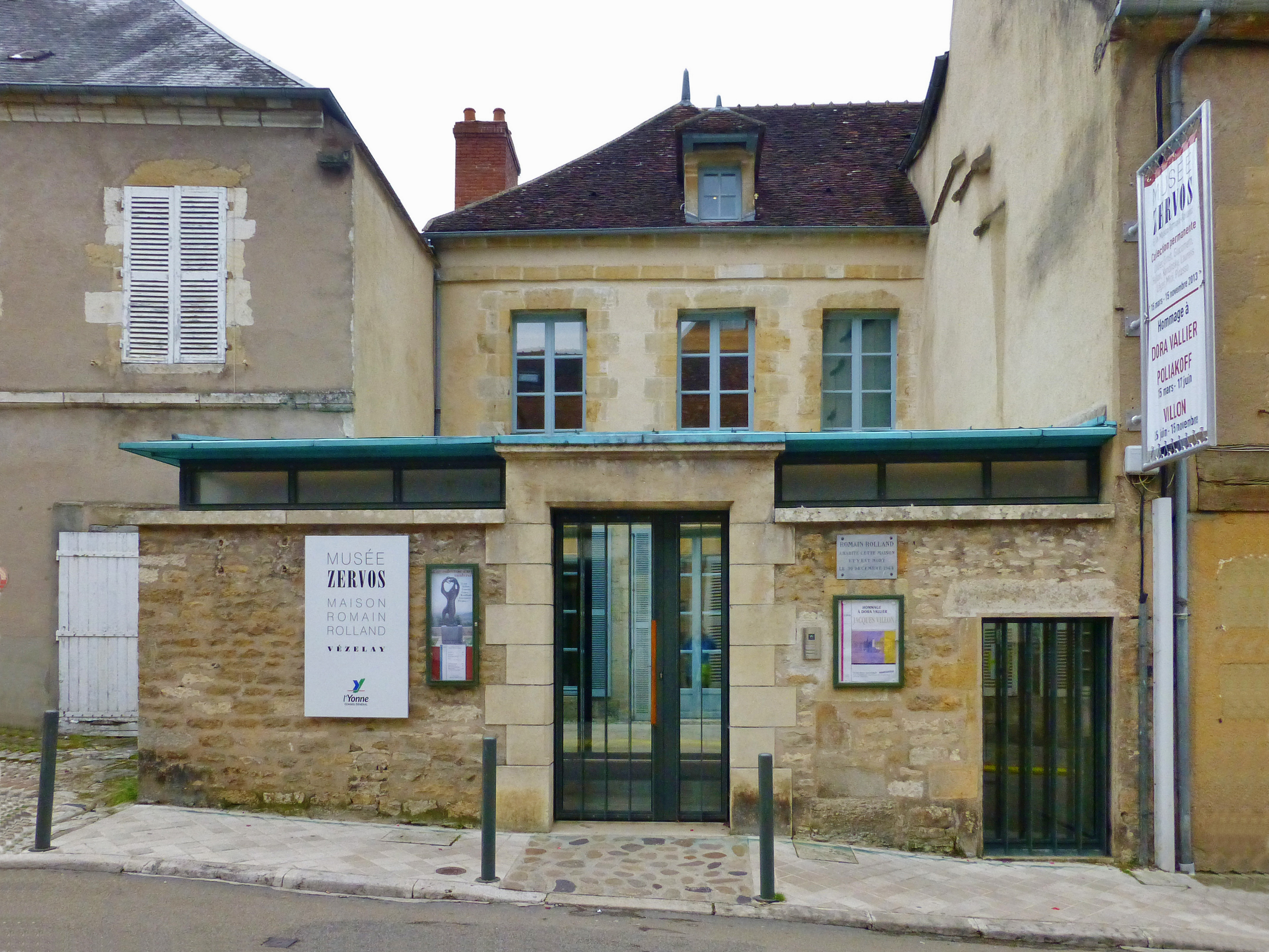
Музей Зервоса у колишньому будинку Ромена Роллана у Везле

Коли нацисти в Німеччині почали вести агресивну кампанію проти «дегенеративного мистецтва», Зервос був одним із небагатьох, хто критично висловлювався проти цього публічно та писав полемічні статті. Для Виставки німецького мистецтва XX століття в Лондоні він надрукував статтю Громана без згоди та відома Громана. Громан потрапив у халепу і був навіть заарештований у короткий термін. У 1947 році Зервос і Громан помирилися та активно виступали за франко-німецьку співпрацю в культурному секторі.
Роки окупації Франції Вермахтом позначені участю Зервоса у французькому Опорі.
Після закінчення війни, у зв'язку з фізичними та інтелектуальними «поверненнями» Зервоса на Батьківщину після 1945 року, він спробував переглянути «походження» середземноморської цивілізації, маючи на меті відстежити первісні витоки Південної Європи: Сардинія. Зервос виявив особливе зацікавлення до мистецтва доісторичних цивілізацій: Кікладської цивілізації, неолітичного та мінойського Криту.
Його внесок був особливо значним у популяризації давньогрецького мистецтва — особливо доісторичного, а також у переосмисленні давніх культур та архаїчних форм у контексті модернізму.
Зервос також є автором численних монографій, наприклад про Анрі Руссо та Френка Ллойда Райта.
У 2006 році в колишньому будинку письменника Ромена Роллана у Везле відкрився музей Зервос.

## «le Zervos»
Зервос насамперед відомий своїм каталогом робіт Пікассо. Він почав видавати каталог із 1932 року. Загалом (включно з післявоєними роками) каталог містить близько 16 тисяч малюнків та картин Пікассо, представлених у 33 томах . Каталог став настільки авторитетним, що сьогодні називається просто «le Zervos», Сам Пікассо часто «згадував» і «пізнавав» свої роботи після того, як їх презентував йому Зервос. З іншого боку, Пікассо багато в чому визначив характер журналу Зервоса, і дружні стосунки з Пікассо гарантували Зервосу визнання та успіх. Неабияке значення мала діяльність Зервоса як видавця у сюрреалістичних колах 30-х років та його дружні відносини з основними представниками руху сюрреалізму, такими як Андре Бретон, Поль Елюар, Ман Рей, Марсель Дюшан, Макс Ернст, Андре Массон, Андре Массон та інші.

## Визнання
Зервос був противником культурної монополії Парижа у Франції і, разом з поетом Рене Шаром, заснував в 1947 «Авіньйонські тижні». Враховуючи його зв'язки з французькою провінцією, французька держава, на знак визнання його заслуг перед Францією та французьким мистецтвом, вшанувала його пам'ять та підтримала створення музею MUSÉE ZERVOS у його будинку у Везле, Бургундія. На початку 2020 року в афінському музеї Бенакі було відкрито виставку «Christian Zervos & Cahiers d'Art. Архаїчний поворот». Виставку організовано під егідою посольства Франції в Афінах, Музеєм Бенакі, Французькою школою Афін (École Française d'Athènes), Музеєм Зервосаю. Виставку організовано у співпраці з видавництвом Cahiers d'Art та за фінансової підтримки Фонду Ставроса Ніархоса. Метою виставки є представити розмах і значення доробку Зервоса і його зв'язок з Грецією. Виставка ґрунтується на результатах дослідницької програми Французької школи Афін під назвою «Кристіан Зервос у дзеркалі Греції» (Christian Zervos au miroir de la Grèce), яка була здійснена у 2017 році групою дослідників із Франції та Греції .

## Вибрані публікації

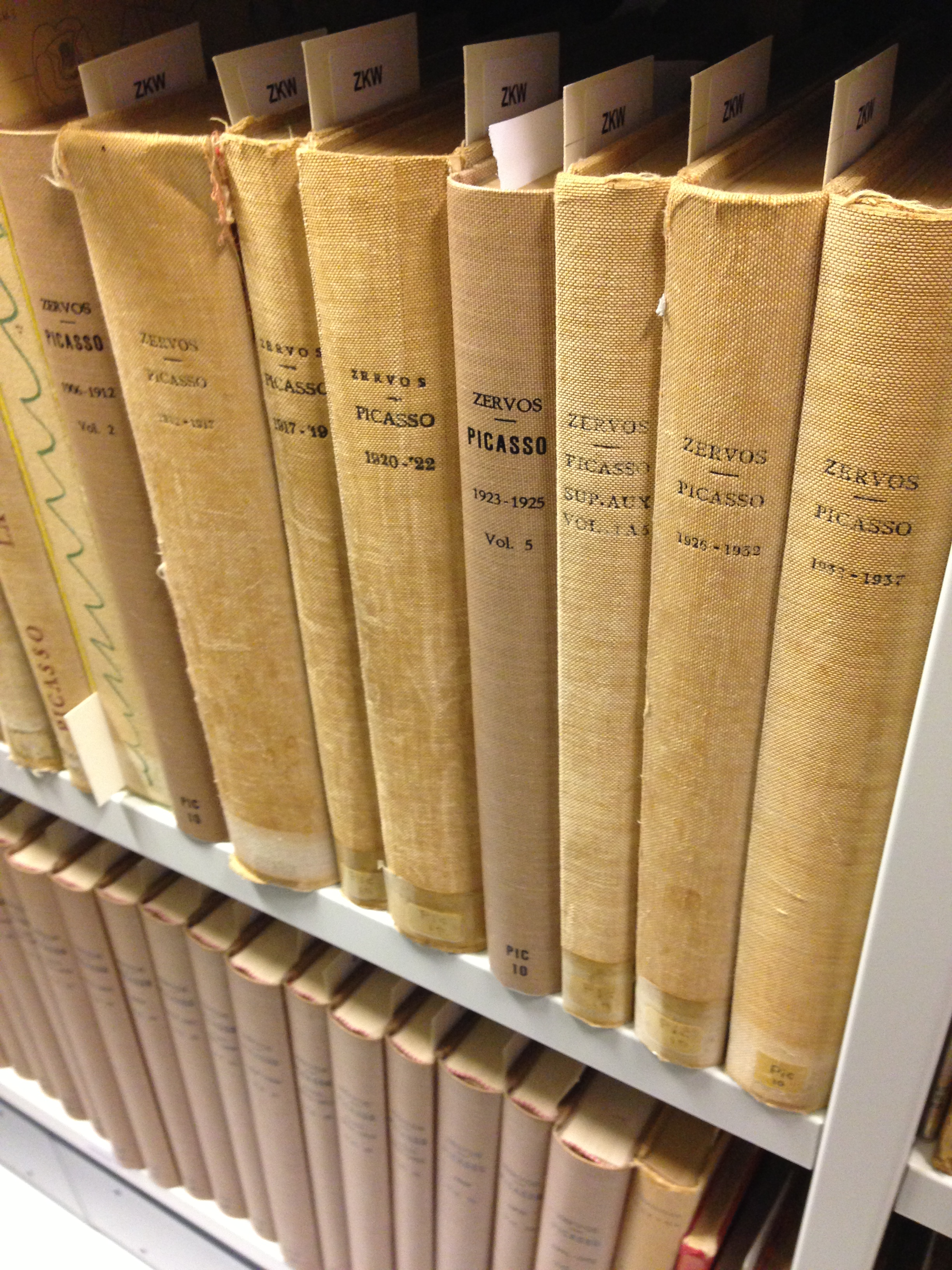
Каталог Пікассо від Зервоса

- Michel Psellos. Un philosophe néoplatonicien du XIe siècle. Paris 1920 (Reprint 1974) (= Dissertation)
- Catalogue raisonné des œuvres de Pablo Picasso. Paris, éditions Cahiers d'art, 1932—1978
- The Art of Crete
- The Art of the Cyclades
- L'art de l’époque du Renne en France
- Raoul Dufy, editions Cahiers d'art, 1928
- Catalogue raisonné des œuvres de Pablo Picasso, editions Cahiers d'art, Paris, 1932—1978
- Art de la Mésopotamie, editions Cahiers d'art, 1935
- Matthias Grünewald: le retable d'Isenheim, éditions Cahiers d'art, 1936
- Art de la Catalogne, editions Cahiers d'art, 1937
- Histoire de l'art contemporain, editions Cahiers d'art, 1938
- Dessins de Picasso, editions Cahiers d'art, 1949
- Fernand Léger : œuvres de 1905 à 1952, éditions Cahiers d'art, 1952
- Civilisation de la Sardaigne: néolithique au nouragique, éditions Cahiers d'art, 1954
- L'art des Cyclades, du début à la fin de l'âge du bronze, 2500—1100 avant notre ère, editions Cahiers d'art, 1957
- Corpora, editions Cahiers d'art, 1957
- Chauvin, editions Cahiers d'art, 1960
- Brancusi, editions Cahiers d'art, 1957